# (100458) 1996 TP3
(100458) 1996 TP3 es un asteroide perteneciente al cinturón de asteroides, descubierto el 4 de octubre de 1996 por Stephen P. Laurie desde el Church Stretton Observatory, Church Stretton, Inglaterra.

## Designación y nombre
Designado provisionalmente como 1996 TP3.

## Características orbitales
1996 TP3 está situado a una distancia media del Sol de 2,367 ua, pudiendo alejarse hasta 2,931 ua y acercarse hasta 1,803 ua. Su excentricidad es 0,238 y la inclinación orbital 23,77 grados. Emplea 1330 días en completar una órbita alrededor del Sol.

## Características físicas
La magnitud absoluta de 1996 TP3 es 15,4.